# Штальден (Вале)
Штальден (нім. Stalden VS) — громада  в Швейцарії в кантоні Вале, округ Фісп.

## Географія
Громада розташована на відстані близько 90 км на південь від Берна, 39 км на схід від Сьйона.
Штальден має площу 10,5 км², з яких на 5,8% дозволяється будівництво (житлове та будівництво доріг), 10,9% використовуються в сільськогосподарських цілях, 72,2% зайнято лісами, 11,1% не є продуктивними (річки, льодовики або гори).

## Демографія
2019 року в громаді мешкало 1062 особи (-4,7% порівняно з 2010 роком), іноземців було 8,9%. Густота населення становила 101 осіб/км².
За віковим діапазоном населення розподілялося таким чином: 14,8% — особи молодші 20 років, 61,6% — особи у віці 20—64 років, 23,6% — особи у віці 65 років та старші. Було 475 помешкань (у середньому 2,2 особи в помешканні).
Із загальної кількості 363 працюючих 41 був зайнятий в первинному секторі, 139 — в обробній промисловості, 183 — в галузі послуг.